# 瑠伊
瑠伊（ルイ、11月15日 - ）は、日本のベーシストである。ロックバンド・vistlipのベース担当。他にはLillとして、またサポートミュージシャンとしても活動中。メンバーカラーは黄色。兵庫県出身。血液型A型。

## 来歴
中学2年の頃同級生の影響でギターを始める。
中学3年でベースに転身し文化祭にて初ライブを行う。
高校生の頃にアルバイトをしたいということで家の近くにあるコンビニを応募したがなかなか雇ってもらえなかった。その頃、ヴィジュアル系が好きで学校の友達とバンドを組んでおり、髪がちょっと長かったという理由だと公言している。
その後、vistlipとして活動を始める前はバーテンダーのアルバイトをしていた。
2007年にvistlipを結成。
ボーカルの智とLillとしても活動中。
2020年ファションブランドluan.を設立。

## 人物
好きな食べ物はポテトチップス。
野菜はあまり食べないという。
好きな映画は「グーニーズ」。
影響されたアーティストはL'Arc〜en〜Ciel。
使用香水はCHANEL。
ファッションが好きで自身のブランドも設立している。
楽曲を作曲をしている。
ベースのプレイスタイルは主張激しめである。